# Констан, Эрнест
Жан Антуа́н Эрне́ст Конста́н (фр. Jean Antoine Ernest Constans; 3 мая 1833 года, Безье — 7 апреля 1913 года, Париж) — французский политический деятель, с 1889 г. сенатор (переизбран в 1897 г.), в 1898 г. назначен послом в Константинополь.

## Биография
Вёл торговые дела в Испании, потом был профессором юридических наук.
В 1876 году был выбран в палату депутатов, где занял место среди оппортунистов.
В 1880—81 г. был министром внутренних дел в кабинете Фрейсине, затем Ферри. На его обязанности лежало приведение в действие декретов против иезуитов и конгрегации, что он и исполнял со свойственной ему энергией. В 1887 г. был назначен тонкинским генерал-губернатором, но через год был принуждён оставить пост вследствие нападок радикалов, указывавших с одной стороны на водворённую им грубую тиранию, с другой — на бесцеремонные хищения, совершаемые чиновниками под его покровом.
В феврале 1889 г. вновь стал министром внутренних дел и вместе с тем самым влиятельным лицом в оппортунистском кабинете Тирара. С большой энергией повёл кампанию против генерала Буланже: чиновники, обнаруживавшие малейшую склонность к буланжизму, увольнялись, сходки буланжистов разгонялись полицией, основатели «Лиги патриотов» (Лягерр и др.) отданы были под суд; та же участь постигла и самого Буланже. Неожиданное бегство Буланже облегчило победу Констана. В конце февраля 1890 г. Констан вышел в отставку, вследствие несогласий с Тираром, но через 2 недели вступил в новое министерство Фрейсине.
Энергия его в предупреждении беспорядков при праздновании рабочими 1 мая создала ему чрезвычайную популярность среди оппортунистов и консерваторов, многие фракции которых выдвигали его на пост министра-президента; тем сильнее ненавидели его все, дорожавшие свободой и законностью.
19 января 1892 г. случился инцидент, сильно повредивший Констану: в палате депутатов Лор назвал его «человеком, заклеймённым общественным мнением»; Констан бросился на него и дал ему пощечину, а от дуэли отказался.
В феврале 1892 г. министерство Фрейсине пало, и с тех пор Констан ни разу не был министром, отчасти из-за решительного противодействия со стороны президента республики Карно. Радикальная газета «Petite République Française» в конце 1894 г. опубликовала переписку, происходившую в 1889 г. между Констаном, тогда министром внутренних дел, и тулузским префектом Коном, которому Констан приказывал всячески обеспечить избрание его в сенат, обещая за то префекту защиту и покровительство. Приказание было исполнено: в избирательные списки было включено до 4000 чел. умерших или эмигрировавших, за которых вотировали нанятые лица. Выборы состоялись, и с тех пор Констан заседал в сенате. Подлинность переписки не была опровергнута. В Тулузе прижилась практика констановских избирательных приёмов; в 1894 г. виновники их, кроме самого Констана, попали под суд.